# Poecilohetaerella dubiosa
Poecilohetaerella dubiosa är en tvåvingeart som beskrevs av Tonnoir och Malloch 1926. Poecilohetaerella dubiosa ingår i släktet Poecilohetaerella och familjen lövflugor. Inga underarter finns listade i Catalogue of Life.